# Iron Savior (албум)
Iron Savior е дебютният албум на немската метъл група Iron Savior. Албумът се състои от дванадесет песни и излиза на 30 юни 1997. Песните са написани от вокала-китарист на групата, Пит Сийлк, с изключение на дванадесетата песен, която е кавър на Nazareth

## Списък на песните
1. The Arrival 1:08
2. Atlantis Falling 4:34
3. Brave New World 4:32
4. Iron Savior 4:26
5. Riding on Fire 4:54
6. Break It Up 5:01
7. Assailant 4:18
8. Children of the Wasteland 4:48
9. Protect the Law 4:16
10. Watcher in the Sky 5:21
11. For the World 5:24
12. This Flight Tonight 3:56